# Municipio de Mulberry (condado de Johnson)
El municipio de Mulberry (en inglés: Mulberry Township) es un municipio ubicado en el condado de Johnson en el estado estadounidense de Arkansas. En el año 2010 tenía una población de 170 habitantes y una densidad poblacional de 2,24 personas por km².

## Geografía
El municipio de Mulberry se encuentra ubicado en las coordenadas 35°40′48″N 93°31′44″O / 35.68000, -93.52889. Según la Oficina del Censo de los Estados Unidos, el municipio tiene una superficie total de 75.8 km², de la cual 75,69 km² corresponden a tierra firme y (0,15 %) 0,11 km² es agua.

## Demografía
Según el censo de 2010, había 170 personas residiendo en el municipio de Mulberry. La densidad de población era de 2,24 hab./km². De los 170 habitantes, el municipio de Mulberry estaba compuesto por el 98,24 % blancos, el 0,59 % eran amerindios y el 1,18 % eran de una mezcla de razas. Del total de la población el 0 % eran hispanos o latinos de cualquier raza.